# Stare Plavnice
Stare Plavnice su naselje u Republici Hrvatskoj, u sastavu Grada Bjelovar, Bjelovarsko-bilogorska županija. 

## Stanovništvo
Prema popisu stanovništva iz 2001. godine, naselje je imalo 690 stanovnika te 200 obiteljskih kućanstava.
| broj stanovnika | 317   | 423   | 376   | 382   | 466   | 470   | 477   | 446   | 404   | 429   | 458   | 506   | 563   | 621   | 690   | 673   | 578   |
|                 | 1857. | 1869. | 1880. | 1890. | 1900. | 1910. | 1921. | 1931. | 1948. | 1953. | 1961. | 1971. | 1981. | 1991. | 2001. | 2011. | 2021. |

## Poznate osobe
- Tomo Bosanac, akademik iz područja elektrostrojarstva